# Nicole Büttner
Nicole Büttner-Thiel (* 1985 in Baden-Württemberg) ist eine deutsch-jamaikanisch-schweizerische Unternehmerin und Politikerin (FDP). Seit Mai 2025 ist sie die Generalsekretärin der FDP.

## Herkunft und Familie
Büttner-Thiel ist die Tochter einer jamaikanischen Hebamme und eines deutschen Arztes. Sie wuchs in Langensteinbach bei Karlsruhe auf. Sie machte ihr Abitur an der Europäischen Schule in Karlsruhe als Jahrgangsbeste.
Büttner-Thiel ist heimatberechtigt in Cham ZG in der Schweiz mit ihrem Mann, einem Partner der Unternehmensberatung McKinsey & Company, und hat zwei Kinder. Sie besitzt seit ihrer Geburt die deutsche Staatsangehörigkeit und die jamaikanische Staatsbürgerschaft und hat darüber hinaus das Schweizer Bürgerrecht erworben.

## Ausbildung
Nach ihrem Schulabschluss studierte Büttner Wirtschaftswissenschaften und Ökonometrie an der Universität St. Gallen sowie in Paris, Stockholm und Stanford.

## Beruf
Büttner-Thiel ist KI-Unternehmerin und Chief Executive Officer. Bevor sie ihre eigene KI-Firma gründete, arbeitete sie unter anderem in einer Technologiefirma und als Hedgefonds-Analystin. Büttner-Thiel ist Teil des Management Boards des KI-Unternehmens Merantix und CEO und Gründerin des angeschlossenen KI-Beratungsunternehmens Merantix Momentum mit Sitz in Berlin.
Büttner-Thiel ist Jurorin bei der Schweizer Ausgabe von Die Höhle der Löwen.

## Politik
Büttner-Thiel war die Initiatorin des AI Houses am World Economic Forum in Davos. Für den Bundesverband Deutsche Startups war sie Teil der Gründungskommission des Dateninstituts.

### Freie Demokratische Partei
Büttner-Thiel ist seit 2005 Mitglied der FDP. Von 2017 bis 2023 war sie Mitglied des Landesvorstands der FDP Baden-Württemberg, von 2017 bis 2019 leitete sie den Landesfachausschuss Wirtschaft der FDP Baden-Württemberg.
Büttner-Thiel trat als Direktkandidatin bei der Landtagswahl 2016 im Wahlkreis Ettlingen an und erzielte mit 8,5 % der Stimmen ein Ergebnis leicht über dem Landesschnitt, verpasste jedoch den Einzug ins Parlament.
Bei der Europawahl 2019 kandidierte sie auf Listenplatz 10 und verfehlte den Einzug in das Europäische Parlament.
Nach dem Ausscheiden der FDP aus dem Parlament bei der Bundestagswahl 2025 schlug Christian Dürr im Rahmen der Neuaufstellung der Partei Anfang Mai 2025 Büttner als neue Generalsekretärin vor. Am 17. Mai 2025 wählte der FDP-Bundesparteitag sie mit 80 Prozent der Stimmen zur neuen Generalsekretärin.

## Auszeichnungen
Das Magazin Capital zählte sie zweimal zu den „Top 40 unter 40“. Büttner wurde vom Weltwirtschaftsforum als „Digital Leader of Europe“ ausgezeichnet.